# Scopelophila ligulata
Scopelophila ligulata är en bladmossart som beskrevs av Richard Spruce 1881. Scopelophila ligulata ingår i släktet Scopelophila och familjen Pottiaceae. Inga underarter finns listade i Catalogue of Life.